# Frederick Lane

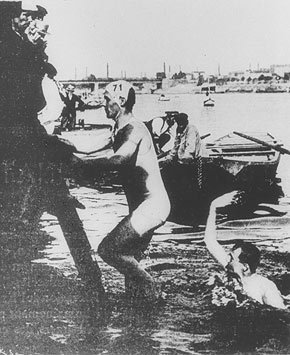
Frederick Lane bei den Olympischen Spielen 1900

Frederick „Freddy“ Claude Vivian Lane (* 2. Februar 1880 in Millers Point, Sydney City; † 14. Mai 1969 in Avalon; New South Wales) war ein australischer Schwimmer.
Er war der erste Australier, der an Olympischen Spielen teilnahm. Bei den Olympischen Spielen 1900 in Paris gehörte er dem britischen Team an. Er gewann bei diesen Spielen die Goldmedaillen über 200 m Freistil und 200 m Hindernisschwimmen. Im Jahr 1969 wurde er in die Ruhmeshalle des internationalen Schwimmsports aufgenommen.